# Lucas Beraldo
Lucas Beraldo (Piracicaba, 2003. november 24. –) brazil válogatott labdarúgó, a Paris Saint-Germain hátvéde.

## Pályafutása

### Klubcsapatokban
Beraldo a brazíliai Piracicaba városában született. Az ifjúsági pályafutását az União Agrícola Barbarense és a XV de Piracicaba csapatában kezdte, majd 2020-tól a São Paulo akadémiájánál folytatta.
2022-ben mutatkozott be a São Paulo első osztályban szereplő felnőtt keretében. 2022. július 21-én, az Internacional elleni bajnokin mutatkozott be először. 2024. január 1-jén négy évre szóló szerződést kötött a francia első osztályban érdekelt Paris Saint-Germain együttesével. Január 3-án, a Toulouse ellen 2–0-ra megnyert szuperkupa mérkőzésen lépett először pályára, Milan Škriniar cseréjeként. Március 13-án, a Nice elleni kupatalálkozón megszerezte első gólját a klub színeiben. Április 21-én, a Lyon elleni bajnokin is eredményes volt.

### A válogatottban
Beraldo az U20-as korosztályú válogatottban is képviselte Brazíliát.
2024-ben debütált a felnőtt válogatottban. Először a 2024. március 24-ei, Anglia ellen 1–0-ra megnyert barátságos mérkőzésen lépett pályára. Emellett még a március 26-ai, Spanyolország és a június 13-ai, USA elleni mérkőzéseken is játszott.

## Statisztika

### A válogatottban
| Válogatott | Év       | Pályára lépés | Gól |
| ---------- | -------- | ------------- | --- |
| Brazília   | 2024     | 3             | 0   |
| Összesen   | Összesen | 3             | 0   |

## Sikerei, díjai
São Paulo
- Copa do Brasil
  - Győztes (1): 2023

- Copa Sudamericana
  - Ezüstérmes (1): 2022

 PSG
- Ligue 1
  - Bajnok (2): 2023–24, 2024–25

- Francia Kupa
  - Győztes (1): 2023–24

- Francia Szuperkupa
  - Győztes (2): 2023, 2024